# Episodi di The Girls Next Door (prima stagione)
La prima stagione della serie televisiva The Girls Next Door è andata in onda negli Stati Uniti dal 7 agosto al 4 dicembre 2005 sulla rete televisiva E!.
| nº | Titolo originale          | Titolo italiano | Prima TV USA      | Prima TV Italia |
| -- | ------------------------- | --------------- | ----------------- | --------------- |
| 1  | Meet the Girls            |                 | 7 agosto 2005     |                 |
| 2  | New Girls in Town         |                 | 7 agosto 2005     |                 |
| 3  | Happy Birthday, Kendra    |                 | 14 agosto 2005    |                 |
| 4  | What Happens in Vegas...  |                 | 15 agosto 2005    |                 |
| 5  | Fight Night               |                 | 28 agosto 2005    |                 |
| 6  | Operation Playmate        |                 | 11 settembre 2005 |                 |
| 7  | Just Shoot Me             |                 | 25 settembre 2005 |                 |
| 8  | A Midsummer Night's Dream |                 | 2 ottobre 2005    |                 |
| 9  | Under the Covers          |                 | 23 ottobre 2005   |                 |
| 10 | Ghostbusted               |                 | 30 ottobre 2005   |                 |
| 11 | Grape Expectations        |                 | 6 novembre 2005   |                 |
| 12 | I'll Take Manhattan       |                 | 13 novembre 2005  |                 |
| 13 | My Kind of Town           |                 | 20 novembre 2005  |                 |
| 14 | Clue-Less                 |                 | 27 novembre 2005  |                 |
| 15 | It's Vegas, Baby          |                 | 4 dicembre 2005   |                 |